# Stacey Cook
Stacey Cook, född 3 juli 1984 i Truckee, Kalifornien, numera boende i Mammoth Lakes, Kalifornien, är en amerikansk alpin skidåkare.
Stacey Cook var med i det USA:s OS-trupp i Torino, Italien. Hon var med i den amerikanska truppen i 2007 och 2009 års alpina VM. Hon har även varit med i två alpina junior-VM. Hennes bästa resultat i världscupen kom i december 2012 när hon två dagar i rad kom två bakom Lindsey Vonn i störtlopp i Lake Louise Kanada